# بیزکی
بیزکی، روستایی است از توابع بخش مرکزی شهرستان جویبار در استان مازندران ایران.

## جمعیت
این روستا در دهستان حسن‌رضا قرار داشته و براساس آخرین سرشماری مرکز آمار ایران که در سال 1395 صورت گرفته، جمعیت آن ۱۷۶۸نفر (500خانوار) بوده‌است.

## مراکز تاریخی و تفریحی

### آثار تاریخی
- تکیه بیزکی
- سقانفار بیزکی